# 阿加尔瓦尔曼迪
阿加尔瓦尔曼迪（Agarwal Mandi），是印度北方邦Baghpat县的一个城镇。总人口12398（2001年）。

## 人口
该地2001年总人口12398人，其中男性6582人，女性5816人；0—6岁人口1836人，其中男1002人，女834人；识字率68.81%，其中男性为78.24%，女性为58.13%。